# Друзь Валерій Анатолійович
Вале́рій Анато́́лійович Дру́зь — фізіолог, психолог, доктор біологічних наук (1987), професор (1989), винахідник.

## З життєпису
Від 1965 року (з перервами) працював в Харківському педагогічному інституті. 1974 року закінчив Харківський університет.
В 1974—1983 роках — завідувач кафедри та керівник науково-дослідницької лабораторії Харківського авіаційного інституту. Протягом 1983—1994 років — завідувач кафедри Харківського педагогічного університету. Від 1994 року — начальник кафедри прикладної психології Національного університету внутрішніх справ.
Напрями наукових досліджень: прикладна математика, загальна та прикладна психологія, фізіологія.

### Серед робіт
- «Моделювання спортивного тренування», 1976
- «Визначення індивідуальної норми стану та оцінка динаміки адаптаційних можливостей людини», 1983
- «Оцінка адекватності операторської діяльності в екстремальних умовах», 1985, співавтор
- «Психологія влади, навчальний посібник», у співавторстві, 1998
- «Практична психологія: навчальний посібник», 2003
- «Особливості індивідуального фізичного розвитку дітей дошкільного віку», 2014, співавтори — Артем'єва Галина Павлівна, Нечитайло Марія Валеріївна

У співавторстві з Валерієм Самсонкіним розробив теоретичний підхід управління складними системами та її різними функціями — під назвою «Метод статистичної закономірності».

### Серед патентів
- «Апарат отримання дихального повітря з води», співавтори Церковна Олена Вікторівна, Чорноус Олександр Іванович, Красногоров Олександр В'ячеславович